# Chełm (Myślenice)
Chełm – górska, peryferyjna część miasta Myślenice.
Przypuszcza się, że powstała w XIII w. jako osada służebna w celu obsługi pobliskiej "curdonii brony myślenickiej", czyli jakiegoś bliżej nieokreślonego gródka-warowni. Jeszcze w 1752 roku mieszkańcy tej osady pełnili powinności "leśnych", strzegących lasu, zwanego Chełmem. Obecnie Chełm ma charakter letniskowy.
Dawniej samodzielna wieś i gmina jednostkowa  w powiecie myślenickim, od 1920 w województwie krakowskim. W 1921 roku ludność Chełma wynosiła 176 mieszkańców. Gminę Chełm zniesiono 1 października 1931, włączając ją do gminy jednostkowej Stróża.
Po II wojnie światowej Chełm był przysiółkiem w gminie Pcim. 1 stycznia 1951 wraz z obszarem leśnym włączony do Myślenic.